# Jacques Bignan
Pour les articles homonymes, voir Bignan (homonymie).

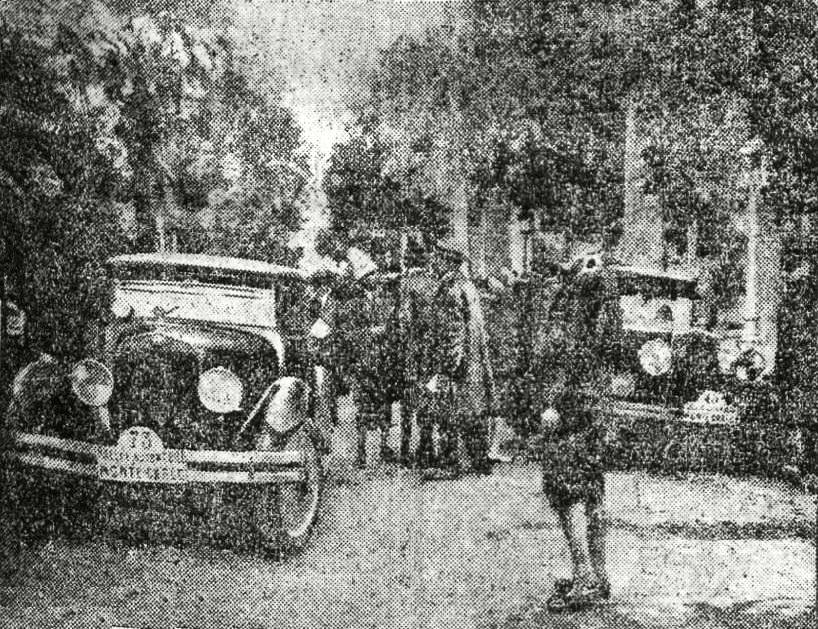
Arrivée du rallye Monte-Carlo 1928.

Jacques Lucien Valentin Bignan, né le 21 juin 1888 à Versailles et mort le 19 septembre 1973 à Nice, était un sous-traitant et constructeur automobile français de l'entre-deux-guerres, mais aussi un pilote de Grand Prix et de rallyes occasionnel.

## Biographie
Avant-guerre, il est manufacturier de pièces de moteurs et de mécaniques de précision pour divers constructeurs, de 1911 à 1914.
Au sortir de la Première Guerre mondiale, Bignan s'installe en 1918 à Courbevoie et en 1920 à Clichy, devenant essentiellement partenaire de la marque Grégoire située à Poissy, produisant ses propres véhicules sportifs, ou de tourisme ordinaire, en versions limitées (une dizaine par an) dès 1918 (propulsées par des 4 cylindres Salmson de 3  à   3,5 litres, que Bignan a l'autorisation également de fabriquer, sous licence).
Les automobiles Bignan débutent à la Coupe Internationale des Voiturettes le 30 août 1920 sur le circuit du Mans (pilote M. Nougue), catégorie voiturettes (cyclecars 1,5 L. moteur Salmson), terminant secondes derrière Bugatti (le 3e est Delaunay, également sur Bignan). Elles remportent en 1921 le Grand Prix de Corse, pilote Albert Guyot, avec un moteur 3 L. 4 cylindres arbre à cames en tête et 16 soupapes, ainsi que le Grand Prix de Guipúzcoa en 1923 avec Eduardo Martin et en 1924 avec  Henri-Julien  Matthys (3e encore en 1927 avec Pierre Clause et Gros). Elles termineront  aussi 3e (Bignan 11HP Desmo Sport 2 L. - pilotes Paul Gros et le belge Raymond de Tornaco) et 5e (Bignan 11HP Commercial 2 L. - Pilotes Philippe de Marne et Jean Martin) de l'édition des 24 Heures du Mans 1923 (1re édition; retour les 3 années suivantes), remportant même le Grand Prix de Belgique Sport en 1924 à Spa, catégorie 2 Litres sur 24 heures (1re édition, pilotes Henri Springuel et Maurice Béquet). 1924 fut l'année la plus fructueuse pour la marque, également 1re, en catégorie 2 L., au Kilomètre lancé de Cronenbourg (pilote Buiscard), et à la Course de côte de Poix (pilote Ramus), l'apothéose étant la victoire au 3e Rallye Monte-Carlo, avec le belge Jacques Édouard Ledure.
La firme bat même le record du monde des 3 000 km sur l'autodrome de Montlhéry, toujours en 1924 (l'année de sa construction), grâce à Pierre Gros et Pierre Clause, à 124 km/h de moyenne.
Cette série de succès lui permet de racheter les installations de Grégoire à Poissy, qui arrête sa propre production en 1924. 
Après la Corse, Guipúzcoa et la Belgique, Bignan remporte son 5e Grand Prix en 1925 au GP du Comminges (1re édition, avec Goury), son 6e au GP de la Marne grâce à Pierre Clause, et enfin son 7e et dernier en Allemagne en 1926 toujours avec Clause (une victoire catégorielle). 
Des problèmes financiers entraîneront à leur tour la cessation d'activité de Bignan en 1928, après avoir été rachetée en 1926 par Carrosserie Générale Automobile (CGA, des Établissements Henry Précloux). La maintenance restante sera confidentiellement, assurée jusqu'en 1933, sous le nom de groupe de La Cigogne S.A.
Il est inhumé au cimetière du Père-Lachaise (49e division).

## Palmarès
- Rallye automobile de Monte-Carlo : 1928, sur Fiat 509 partie de Bucarest (après victoire de sa propre marque en 1924; Jacques Bignan sera encore huitième de l'épreuve en 1934 sur une Renault[2]) ;
- Rallye international de Boulogne-sur-Mer et du Touquet-Paris-Plage sur Fiat 509 (en provenance de Bucarest)[3] ;
- Grand Prix d'Anjou : 1914, sur châssis Grégoire (catégorie 1,5 litre à 2,5 litres, moteur  Bignan-Picker de 2,15 L.; coéquipier Henry de Courcelles), sur la voiture prêtée par Philippe de Marne, alors pilote officiel Grégoire (voir Le Mans 1923 supra., pour ce service rendu).